# Aleksandr Leonow
Aleksandr Gieorgijewicz Leonow (ros. Александр Георгиевич Леонов, ur. 1905 we wsi Grigorjewka w rejonie kaniowskim, zm. 19 grudnia 1954 w Moskwie) – generał major, funkcjonariusz służb bezpieczeństwa państwowego ZSRR.
Od maja 1921 w Czece, od maja 1946 szef Oddziału Śledczego MGB ZSRR, generał major. Współorganizator stalinowskich represji, brał aktywny udział w fabrykowaniu sprawy Żydowskiego Komitetu Antyfaszystowskiego. 13 lipca 1951 aresztowany, 19 grudnia 1954 skazany przez Izbę Wojskową Sądu Najwyższego ZSRR na śmierć przez rozstrzelanie w związku ze "sprawą Abakumowa".